# Stíhací letoun

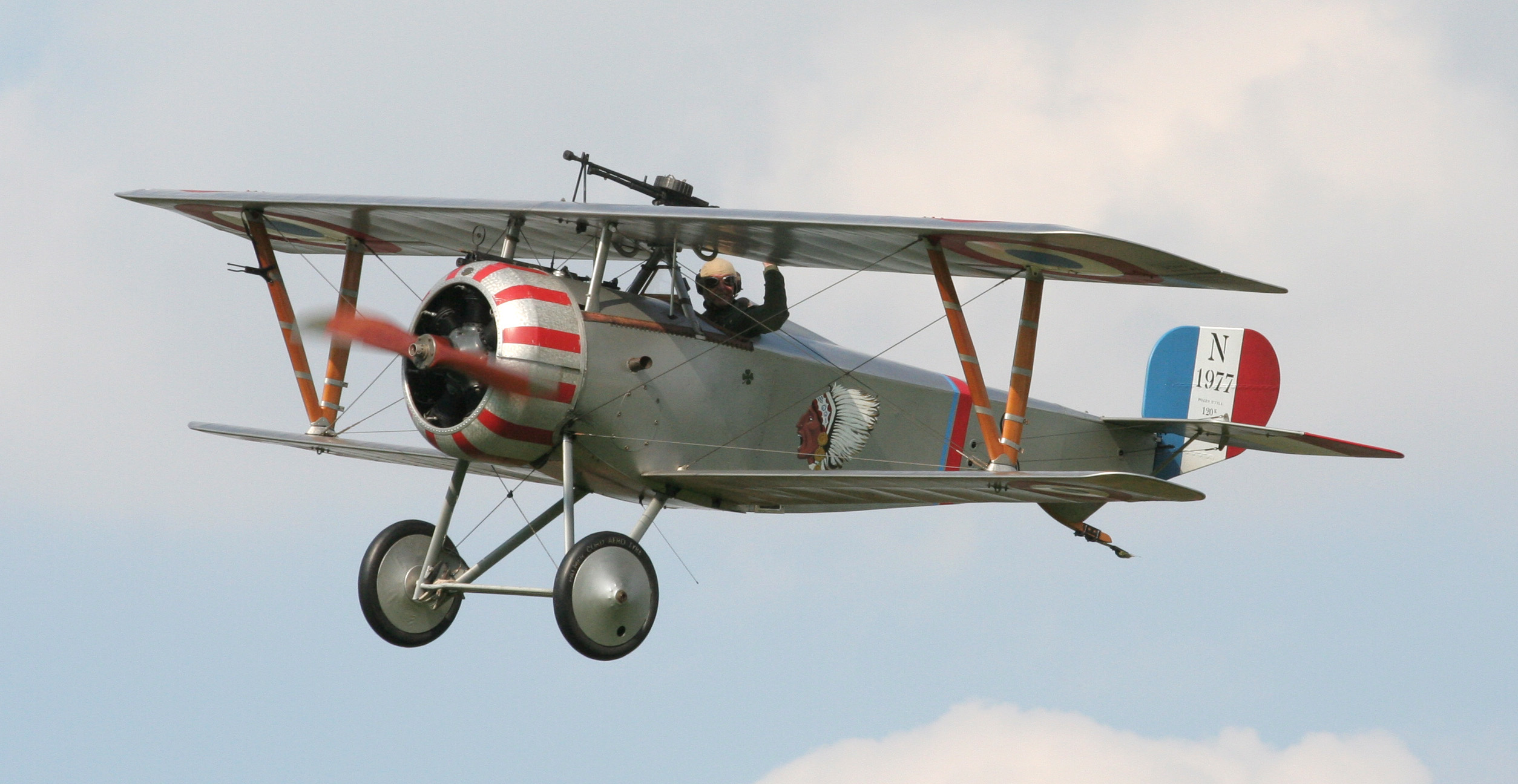
Nieuport 17 – typický představitel stíhacího letounu první světové války.

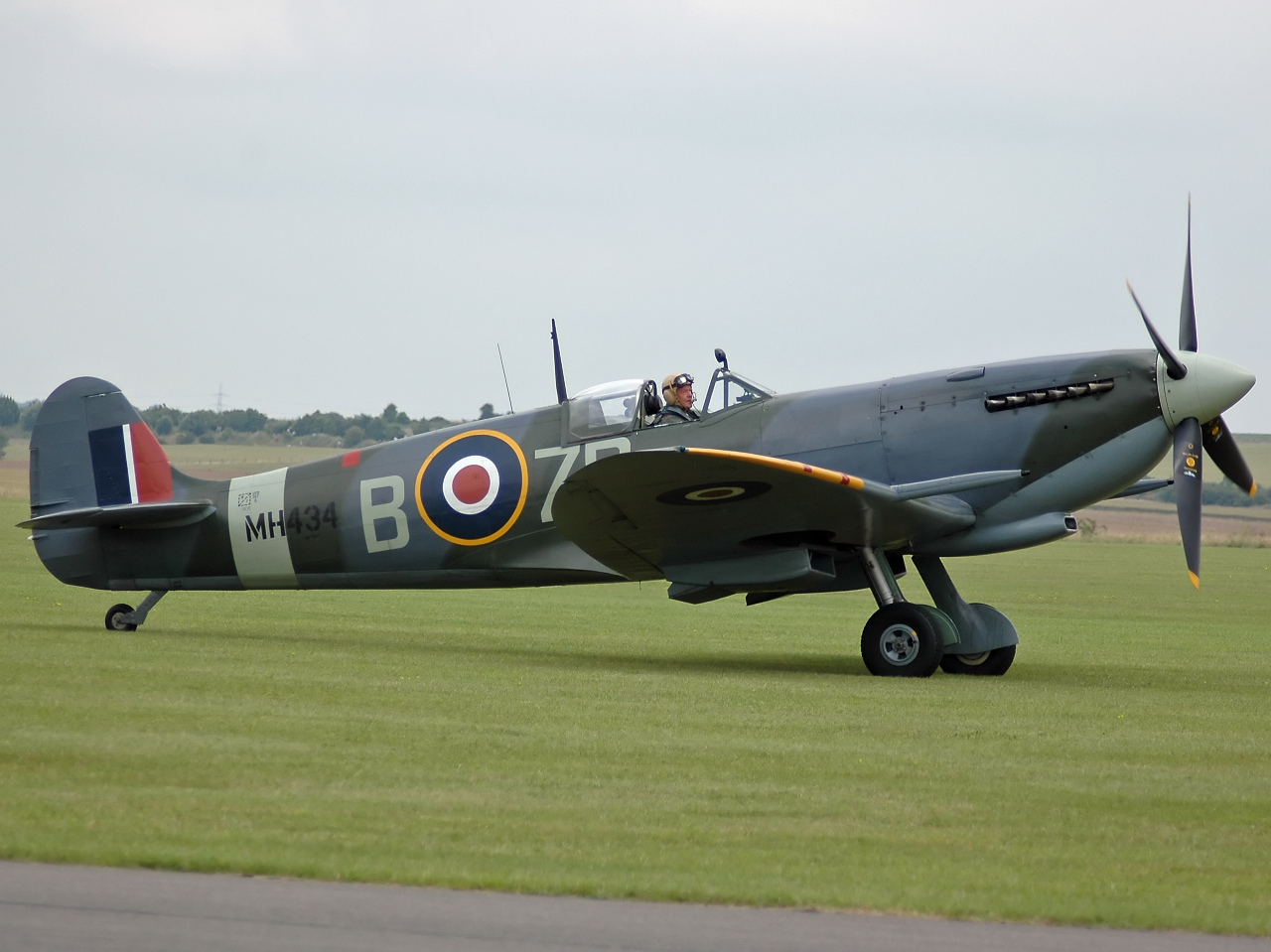
Supermarine Spitfire LF IXC – typický představitel stíhacího letounu druhé světové války.

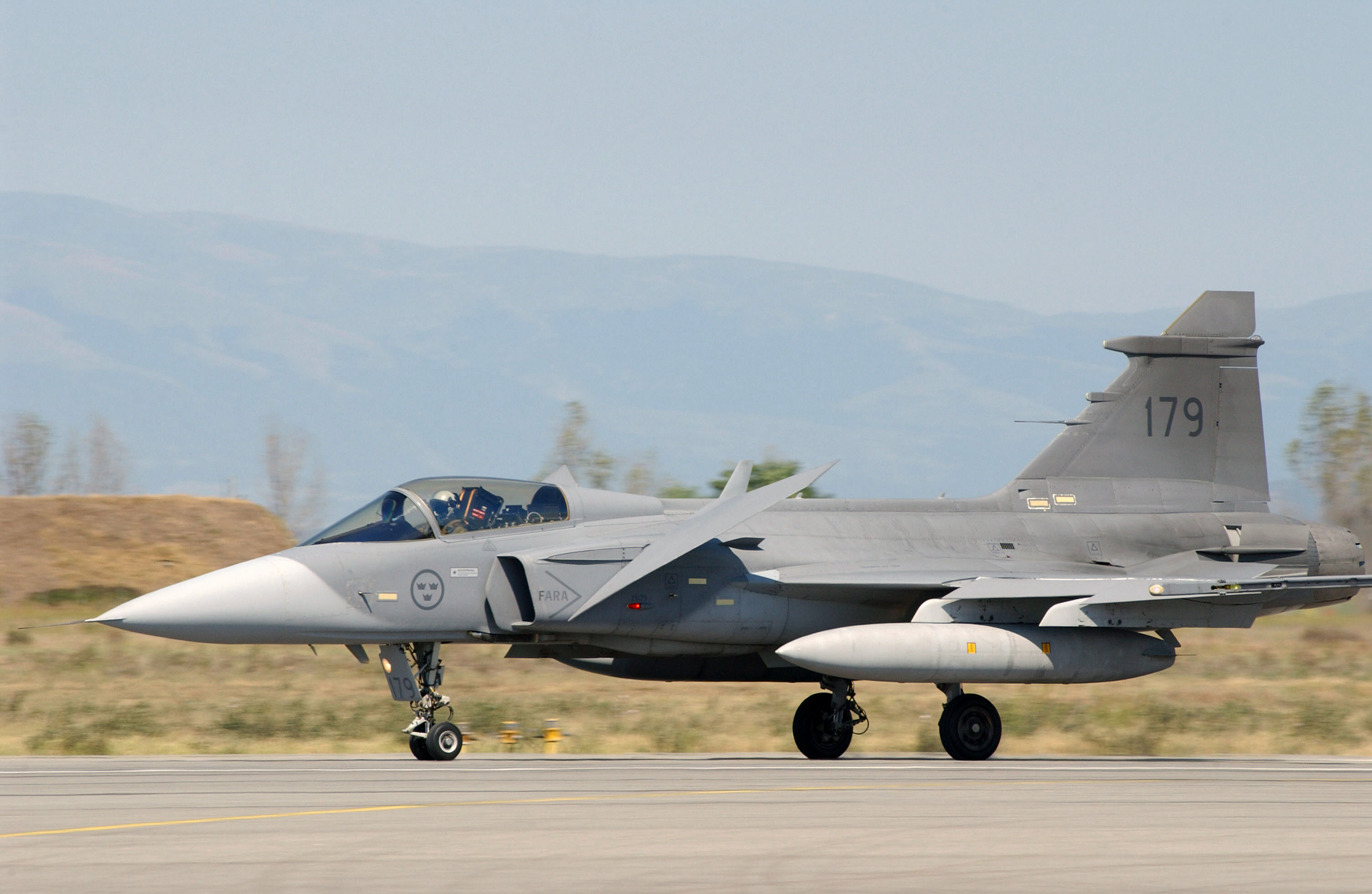
JAS-39 Gripen – představitel proudového stíhacího letounu 4,5 generace

Stíhací letoun (lidově též stíhačka) je vojenský letoun určený primárně k ničení nepřátelských letadel, na rozdíl od bombardovacího letounu, který je určen k ničení cílů pozemních. Stíhací letouny bývají menší, rychlejší a obratnější než ostatní vojenská letadla, mívají lepší poměr tahu/výkonu k vzletové hmotnosti. Jejich vývoj byl reakcí na rostoucí používání letadel, vzducholodí a balónů pro průzkum, pozorování a útoky na pozemní cíle během první světové války.
První stíhací letouny používané v letech 1915 až 1918 byly většinou dvouplošníky s dřevěnou kostrou potaženou plátnem, vyzbrojené lehkými kulomety a s maximální rychlostí 160 až 220 km/h.
V době druhé světové války už byl typickým představitelem této kategorie vojenských letadel kovový jednoplošník s kanónovou výzbrojí nesenou v křídlech a maximální rychlostí 500 až 700 km/h.
Moderní proudové stíhací letouny jsou poháněny jedním nebo dvěma dvouproudovými motory, jejich primární výzbroj tvoří řízené střely, na cíl jsou naváděny palubním radarem a dosahují maximální rychlosti okolo 2 Ma, tedy přes 2000 km/h.

## Historie

### Počátky
První stíhací letadla vznikala za první světové války, kdy se piloti lehkých strojů používaných pro průzkum a navádění dělostřelecké palby, snažili útočit všemožnými prostředky na letouny nepřítele s obdobným určením.
Používaly se pušky, pistole a brokovnice. Bylo zaznamenáno i několik pokusů o použití kulometu. Tyto pokusy byly ale většinou neúspěšné z důvodu příliš vysoké hmotnosti.
Jak rostl význam průzkumu, snažily se obě strany zabránit té druhé v používání letadel. V příručce RFC (Royal Flying Corps) z června 1914 se doslova píše: „Neočekává se, že pilot bude moci svůj úkol splnit, aniž by byl vyrušen. Ve válce se o výhody bojuje a význam vzdušného průzkumu je natolik velký, že se obě strany budou snažit zamezit té druhé v jeho provádění.“
Za první úspěch v leteckém boji je považován let posádky Harvey-Kelly z 23. srpna 1914, kdy letouny britské 2. perutě donutily přistát německý dvousedadlový stroj, jehož posádka uprchla do lesa. Harvey a Kelly stroj zapálili a vrátili se v pořádku na základnu.[zdroj⁠?!]
Kulomet byl poprvé úspěšně použit francouzským pilotem Josephem Frantzem, který 5. října 1914 kulometem Hotchkiss upevněným na křídle sestřelil nepřátelský Aviatik typ B.
Vývoj postupoval tak, že vzniklo základní členění na letouny stíhací a pracovní/průzkumné.
Postupně se přišlo na to, že je nejlepší útočit na nepřítele celým strojem s kulometem střílejícím skrz vrtuli. Nejprve proběhly úspěšné pokusy s opancéřovanou vrtulí u typů Morane-Saulnier L a N, později byl vyvinut synchronizátor střelby.[zdroj?] Jeho první použitelnou verzi sestrojil v Německu Anthony Fokker a nasadil ji u typové řady Eindecker, o několik měsíců později obdobné systémy použily všechny strany konfliktu.

### Další vývoj
Stíhačky se od vynálezu synchronizace vyvíjely podobně na všech stranách a lišily se pouze výkonem a počtem křídel (dvouplošníky, trojplošníky).
Základní koncepce již ale byla položena a všechny později vzniklé úspěšné stíhačky byly konvenčního uspořádání, tzn. motor a hlavní křídlo(a) vepředu, vodorovné ocasní plochy neboli výškovky úplně vzadu, stejně jako svislé ocasní plochy, ovládající vodorovný směr letu. Za první světové války vznikly slavné stroje jako Albatros D.III a různé Fokkery na straně Německa a typy jako Nieuport 17, SPAD S.XIII, S.E.5 či Sopwith Camel na straně spojenců.
Za první světové války se také stíhačky začaly organizovat do sekcí/párů, poté do větších uskupení a nakonec až letek a squadron.

### Meziválečné období
V období mezi válkami vývoj stíhaček spíše stagnoval. Z důvodu konzervativního způsobu myšlení dominovaly ve výzbroji vzdušných sil stále dvouplošníky se slabou výzbrojí (pouze kulomety malé ráže) a relativně malou rychlostí (obvykle okolo 300 km/h, téměř vždy do 400 km/h) a doletem. Jejich kladem byla dobrá obratnost a stoupavost. Zlom přinesla až polovina 30. let, kdy se do výzbroje hlavních mocností začaly zavádět samonosné dolnoplošníky vybavené mnohdy uzavřenou kabinou a disponující často i kanónovou výzbrojí a zatažitelným podvozkem. Šlo například od Polikarpov I-16, Morane-Saulnier MS.406, Supermarine Spitfire, Curtiss P-36 Hawk či Messerschmitt Bf 109.

### 2. světová válka
Druhá světová válka přinesla jen pár dílčích, ale o to významnějších změn: mnohem silnější motory umožnily existenci rychlých jednoplošníků, které byly ale stále konvenční konstrukce (až na pár výjimek jako P-38 Lightning či Twin Mustang z konce války).
Hlavním úkolem stíhačky se stalo vybojování vzdušné nadvlády, do čehož patří:
- sestřelování nepřátelských bombardérů a doprovodných stíhaček
- zajištění neomezených aktivit vlastních bombardérů a letounů v nepřátelském ale i vlastním prostoru

Vzdušná nadvláda se postupně stala jedním z nejdůležitějších cílů válečné strany v každé válce, protože země, která má převahu ve vzduchu, může útočit na nepřátelské pozemní jednotky, zázemí a průmysl, a tím nepříteli znemožnit úspěšné vedení i pozemní války.

### Studená válka
Za studené války se hlavní důraz přenesl na přepadové a záchytné stíhačky, vybavené řízenými protivzdušnými střelami, z nichž některé (AIM-26 Falcon) byly s nukleární hlavicí.
Spojené státy americké i Sovětský svaz dokonce v nadšení z protivzdušných řízených střel neodolaly pokušení přepnout do tzv. all-missile-armanent, tzn. že letoun byl vybaven jen raketami a žádnou organickou hlavňovou výzbrojí. Počítalo se s tím, že protivník bude zničen na velkou vzdálenost raketami a ke klasickému dogfightu — známému z předchozích konfliktů — nedojde. Toto řešení se však ve Vietnamské válce ukázalo jako nepraktické, a proto byla hlavňová výzbroj dodatečně přidána. Souboje se totiž velice často odehrávaly na malou vzdálenost, kdy bylo jednodušší použít kanón, než se snažit udržet nepřátelský letoun zaměřený a navádět na něj pasivně naváděnou raketu. Aktivně naváděné střely zase bylo možno vymanévrovat a to dokonce i tak, že v některých případech raketa zasáhla mateřský letoun. Jindy zase hodnota použité rakety byla vyšší, než hodnota zničeného letounu protivníka.
Za studené války se vývoj ubíral spirálovitě, reakcemi na letouny protivníka s cílem vyvinout letoun nepřátelský letoun převyšující:
- MiG-23 vznikla jako reakce na americký F-4 Phantom II
- McDonnell Douglas F-15 Eagle vznikla jako reakce na MiG-25, F-16 jako reakce na MiG-21
- MiG-29 vznikl jako reakce na F-16 a Su-27 jako reakce na F-15
- F-22A vznikl jako reakce na Su-27 a MiG-29
- PAK FA vzniká jako reakce na F-22

### 90. léta – dnešek

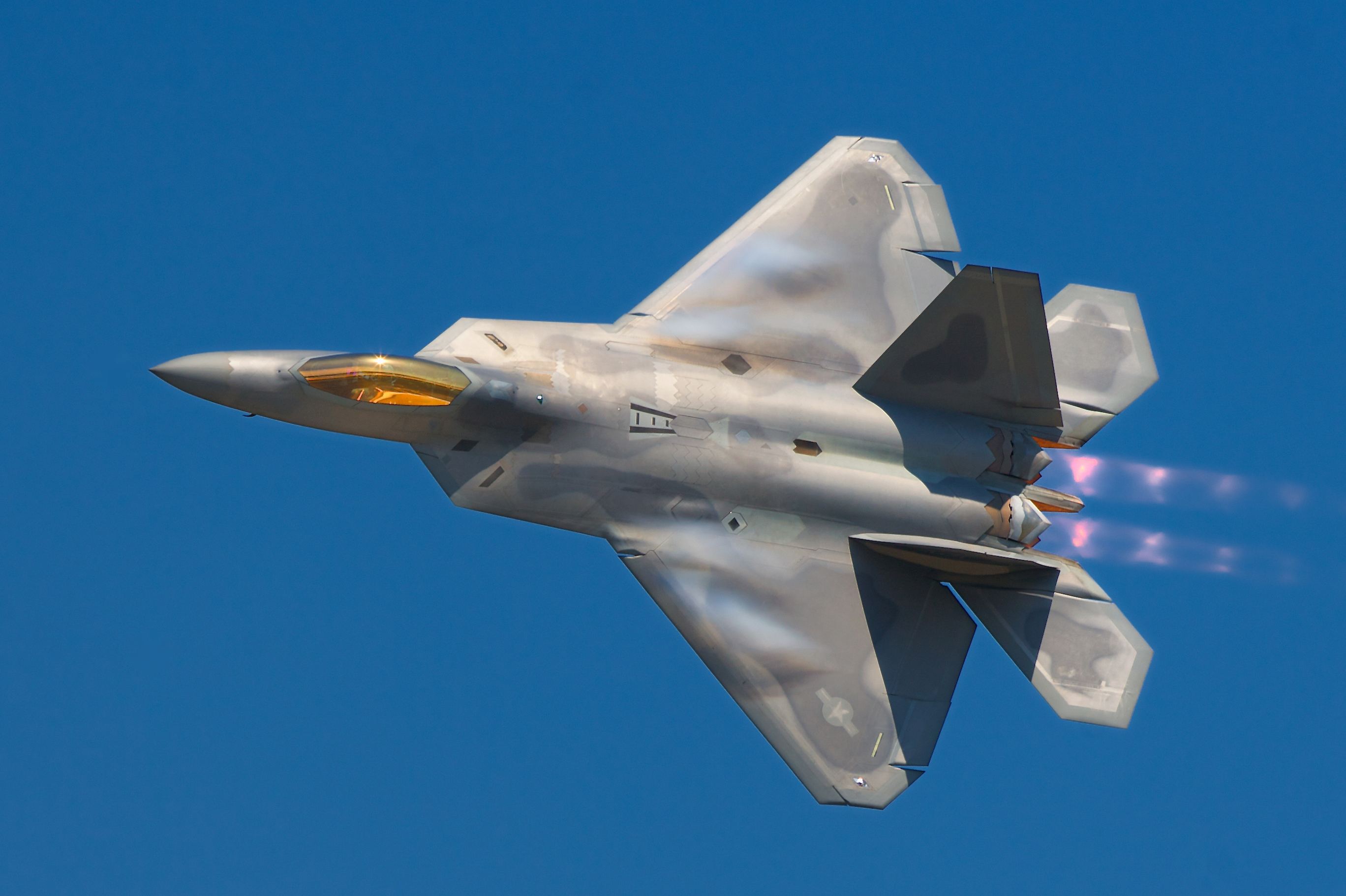
F-22, stíhačka páté generace

Po skončení studené války vzniklo jen několik strojů, z nichž většina byla jen dokončením vývoje letadel započatých v době studené války – F-15E, F-22, Su-35, Dassault Rafale a Eurofighter Typhoon.
JAS-39 Gripen a modernizace jako F-15E se označují jako letouny 4,5 generace, Eurofighter Typhoon a Rafale se řadí mezi 4,5. generaci ale po modernizaci budou pravděpodobně řazeny do 5. generace.
Jedinými americkými novými letouny s jejichž vývojem se začalo po konci studené války jsou F/A-18E/F Super Hornet a F-35 Lightning II, které se vyznačují kompromisem mezi výkonem a cenou/provozními náklady.
Letouny 5. generace se vyznačují prostředky pro snížení zachytitelnosti radarem (stealth technologie – v případě amerických strojů facetováním, v případě ruských plazmovou vrstvou)[zdroj⁠?!] a sníženou viditelností v optickém spektru (potah měnící barvu podle pozadí).[zdroj⁠?!]
Jediné používané stroje páté generace armádou jsou Lockheed Martin F-22, Lockheed Martin F-35, Chengdu J-20 a Suchoj Su-57.

## Generace proudových stíhaček

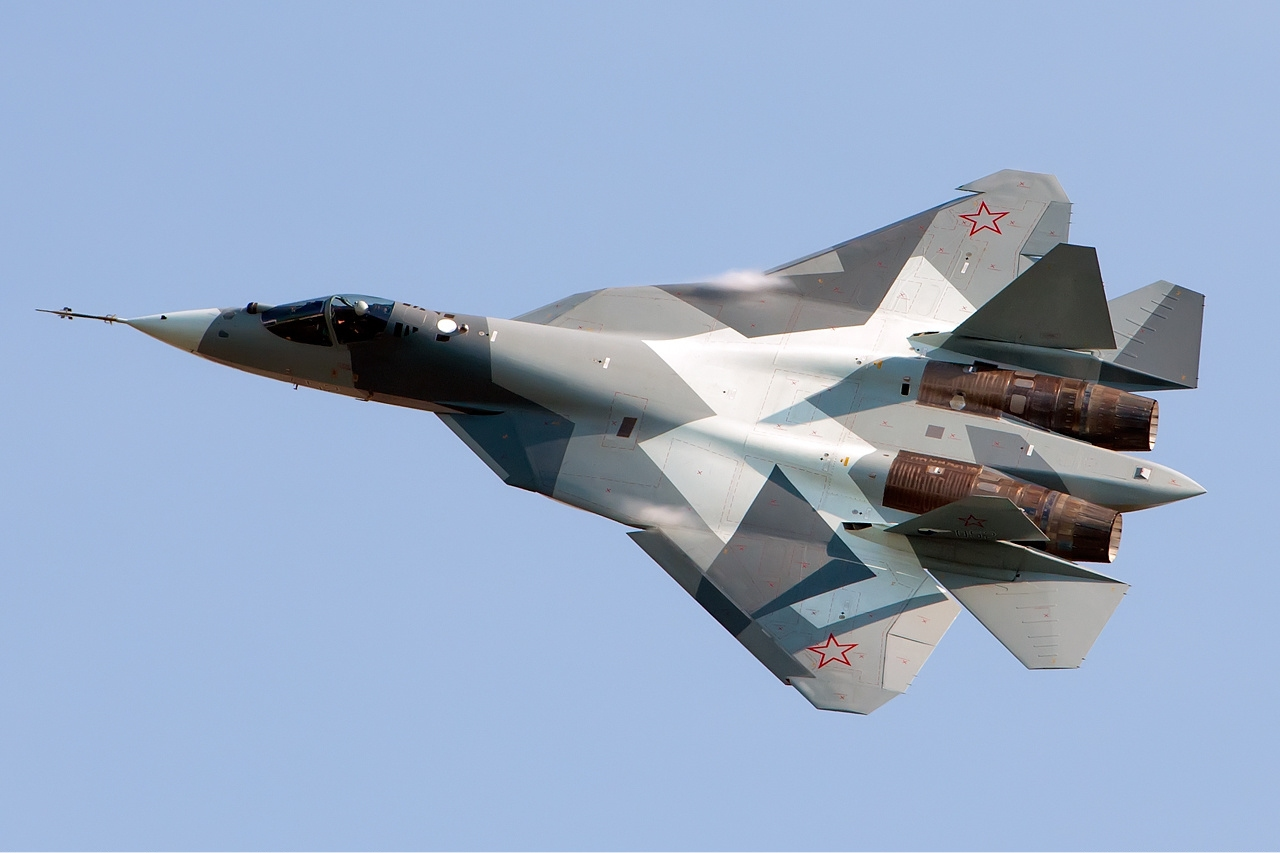
Suchoj Su-57, stíhací letoun 5. generace

Po válce byly pístové motory vytlačeny motory proudovými a řízené střely z větší části či zcela vytlačily hlavňovou výzbroj. Z historických důvodů se proudové stíhací letouny rozlišují do tzv. generací. Toto dělení je pouze orientační a může se lišit podle jeho autora, země, doby ap.
- První generace jsou podzvukové stíhačky ze čtyřicátých let
- Druhá generace stíhaček je z let padesátých
- Třetí generace z let šedesátých
- Čtvrtá generace z let sedmdesátých až polovina devadesátých
- 4,5 generace, 1990 po současnost
- Pátá generace, 2005 po současnost

## Dělení stíhaček
V průběhu 2. světové války a těsně po ní se stíhačky začaly dělit na:

### Doprovodné
Doprovodné stíhačky (ang. escort fighter) jsou vojenská letadla, jejichž primárním úkolem je letět společně s vlastními bombardovacími letouny a chránit je. Např. P-51 Mustang, Lockheed P-38 Lightning, …
Již v meziválečném období byly některé stroje upravovány tak, aby mohly být neseny mateřským letounem, který měly ochraňovat např. sovětské sestavy nazývané Zvěno (roj) nebo speciální americký poválečný letounek Goblin.
V současné době se jako doprovodné stíhače používají víceúčelové stroje jako je F/A-18 Hornet.

### Stíhací bombardéry
Stíhací bombardéry (ang. fighter-bomber) jsou stíhačky schopné jak útoků na pozemní cíle, tak boje s nepřátelskými stíhači. Zástupci této kategorie jsou např. Hawker Typhoon nebo moderní Boeing F/A-18E/F Super Hornet či Suchoj Su-30.
V současné době se jako stíhací bombardéry používají víceúčelové stroje jako je F/A-18 Hornet, Suchoj Su-34

### Úderné
Úderný stíhací letoun (ang. strike fighter) velkou rychlostí vletí do nepřátelského vzdušného prostoru, sestřelí významné cíle a vyčistí cestu pro vlastní bombardéry. Vyznačují se vysokou rychlostí, například: McDonnell Douglas F/A-18 Hornet či Lockheed Martin F-35 Lightning II. Tato kategorie se do jisté míry překrývá jak se stíhacími bombardéry, tak s útočnými letouny.

### Přepadové / Záchytné
Přepadové, nebo též záchytné stíhací letouny (ang. Interceptor) mají za úkol letět vstříc nepřátelským bombardérům a sestřelit je dříve, než svrhnou svůj náklad. Záchytné stíhačky vznikly během 2. světové války v Německu, kvůli taktice spojenců využívajících kobercové bombardování velkými bombardovacími svazy. Německo proto vyvinulo záchytné stíhače jako jsou Messerschmitt Me 163 nebo Bachem Ba 349.
Po získání jaderného arzenálu Sovětským svazem během studené války bylo ještě důležitější zastavit útočící bombardéry, a proto byly dále vyvíjeny záchytné stíhače. V té době proto vznikly stroje F-102 Delta Dagger, Lockheed F-104 Starfighter , či BAe Lightning na straně NATO. V SSSR pak vznikly Su-15, MiG-21 nebo MiG-31 Foxhound. Označení záchytný stíhací se s koncem studené války přestalo používat.

### Stíhačky pro vybojování vzdušné nadvlády
Stíhačky pro vybojování vzdušné nadvlády (angl. air superiority fighter) jsou nejlepším, co je daná země schopna vytvořit, a většinou mají velmi omezenou nebo žádnou schopnost útoku na pozemní cíle. Příklady: F-4 Phantom II, F-15 Eagle, F-22 Raptor, MiG-29 Fulcrum, Su-27 Flanker a Su-47 Berkut.
Je zajímavé, že ač byly všechny tyto stíhačky stavěny jako záchytné či pro vybojování vzdušné nadvlády (tyto úkoly se značně prolínají), z většiny z nich se staly i dobré stíhací bombardéry či dokonce vysloveně útočná letadla (F-4G, F-15E, Su-30 Flanker).

### Noční
Noční stíhání vzniklo již za první světové války, s nutností bránit se proti nočním náletům protivníka, ovšem většinou k němu byly užívány jen minimálně upravené běžné stroje (například britské B.E.2c či modifikovaný Sopwith Camel nazvaný Sopwith Comic), jejichž posádky se v detekci protivníka musely spolehnout převážně na vlastní zrak a sluch. Za prvního stíhače, který dosáhl sestřelu protivníka, vzducholodi německého armádního letectva SL.11 v noci z 2. na 3. září 1916, je považován W. L. Robinson z Royal Flying Corps v letounu typu B.E.2c.
Situace na tomto poli zůstala v principu nezměněna až do počátečních let druhé světové války, kdy vznik a zdokonalování radiolokátorů vedl posléze k vývoji takových jejich typů, které bylo možno nést na palubě letadla. Vzhledem k rozměrům a hmotnosti těchto prvních typů palubních radarů a složitosti jejich obsluhy, která vyžaduje pozornost specializovaného člena posádky, se většinou jednalo o dvoumotorové vícemístné stroje. Zástupci jsou např. Bristol Beaufighter nebo Messerschmitt Bf 110 (v obou předchozích případech se ale jedná o stroje upravené pro noční stíháni dodatečně. Existovaly ale i konstrukce navržené od počátku k nočnímu stíhání: Northrop P-61 Black Widow, Heinkel He-219 Uhu, či Focke-Wulf Ta 154 Moskito). Po skončení druhé světové války dochází v padesátých letech 20. století v souvislosti s vývojem pokročilých elektronických navigačních, detekčních a zaměřovacích systémů k rozšíření úkolů těchto strojů i pro roli protivzdušné obrany ve dne za ztížených povětrnostních podmínek (mlha, nízká oblačnost apod.). Za takových podmínek nebyly do té doby ani ofenzívní ani defenzívní letecké operace možné. Zároveň většinou dochází i k přejmenování této kategorie na stíhací letouny pro každé počasí (angl. all-weather fighter). Příkladem takovéhoto typu stroje byly například Gloster Javelin, SO.450 Vautour IIN, Jakovlev Jak-25 či F-89 Scorpion. S dalším rozvojem a rozšířením elektronických přístrojů na stíhacích strojích a vzrůstající míry automatizace jejich obsluhy, která přestala vyžadovat trvalou pozornost operátora, takže odpadla nutnost dvojčlenné posádky, obecně i tato kategorie strojů v 60. a 70. letech jako samostatný konstrukční typ zanikla, respektive splynula se záchytnými stíhači protivzdušné obrany. Důvodem splynutí bylo, že pokročilé přepadové stíhačky protivzdušné obrany byly standardně vybavovány elektronickým vybavením, díky němuž jsou schopny operovat i za těchto podmínek.

### Palubní
Palubní stíhací letoun (ang. carrier fighter) je určen primárně k obraně vzdušného prostoru mateřské letadlové lodě a její flotily. Postupně ale palubní stíhačky plnily více úkolů, kromě ochrany vzdušného prostoru také doprovod vlastních útočných letounů, role stíhacích bombardérů, průzkumných strojů. Staly se z nich tak víceúčelové stroje, což je přínosem na lodi s omezenou kapacitou letadel.
I do této kategorie spadá víceúčelový F/A-18 Hornet. Suchoj Su-33
Palubní stíhací letouny jsou přizpůsobeny službě na letadlové lodi, a proto mají většinou vzletovou konfiguraci CATOBAR, nebo V/STOL.

### Stíhací hydroplány
Počátkem doby vzniku stíhacího letectva byly jako stíhací někdy užívány i hydroplány, jejichž výhodou byla možnost operovat v oblastech bez pozemních letišť, a jejichž koncepce poskytovala současně posádce poněkud větší bezpečnost v případě nutnosti nouzového přistání na mořskou hladinu, vzhledem k menší spolehlivosti motorů v počátcích letectví.

#### Stíhací létající člun
Létající čluny byly někdy užívány k plnění stíhacích úkolů v době první světové války, zejména letectvem rakousko-uherského (například původně průzkumný Lohner L) a italského námořnictva (Macchi M.5). Po jejím skončení se takto koncipované stíhací letouny již v řadové službě neobjevily.

#### Plovákový stíhací letoun
Je typ stíhačky vybavené plováky ať již účelově konstruované anebo vzniklé přestavbou původně pozemního stroje. Užívané byly zejména námořními letectvy. Mezi představitele patřil například Spad S.XIV, Albatros W.IV nebo Hansa-Brandenburg W.29. Stavba takto koncipovaných strojů pokračovala v meziválečném období (například Loire 210 nebo IMAM Ro.44), kdy již ale plovákové letouny nebyly schopny výkony konkurovat letounům pozemním, a současně došlo k vzrůstu počtu a možností letadlových lodí, schopných zajistit stíhací krytí loďstva i v oblastech bez pozemních základen. Posledním účelově zkonstruovaným zástupcem této kategorie se stal Kawaniši N1K1 japonského námořního letectva v době druhé světové války.

### Víceúčelové
Víceúčelové stíhačky (ang. multirole combat aircraft) jsou letouny od počátku stavěné pro vykonávání více rolí, které by jinak vyžadovaly dva a více typů. Takové stroje jsou v současné době preferovány a díky schopnosti nést více druhů výzbroje a vybavení mohou sloužit jako přepadové, záchytné, eskortní, útočné, atd.
Ke strojům této kategorie se řadí např. F/A-18 Hornet. Lockheed Martin F-35 Lightning II, Suchoj Su-57, Eurofighter Typhoon, 

## Seznam československých stíhaček

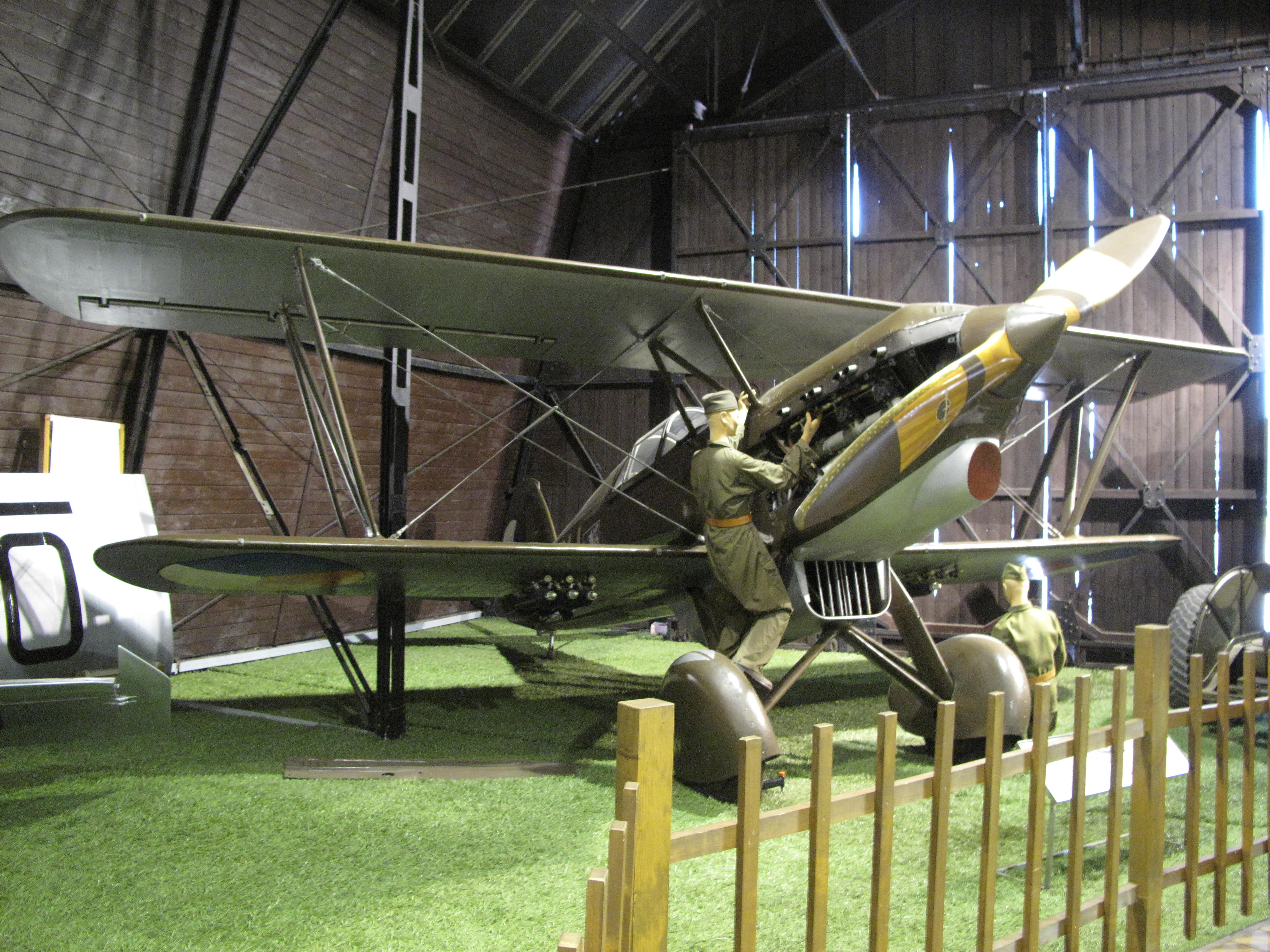
Avia B-534

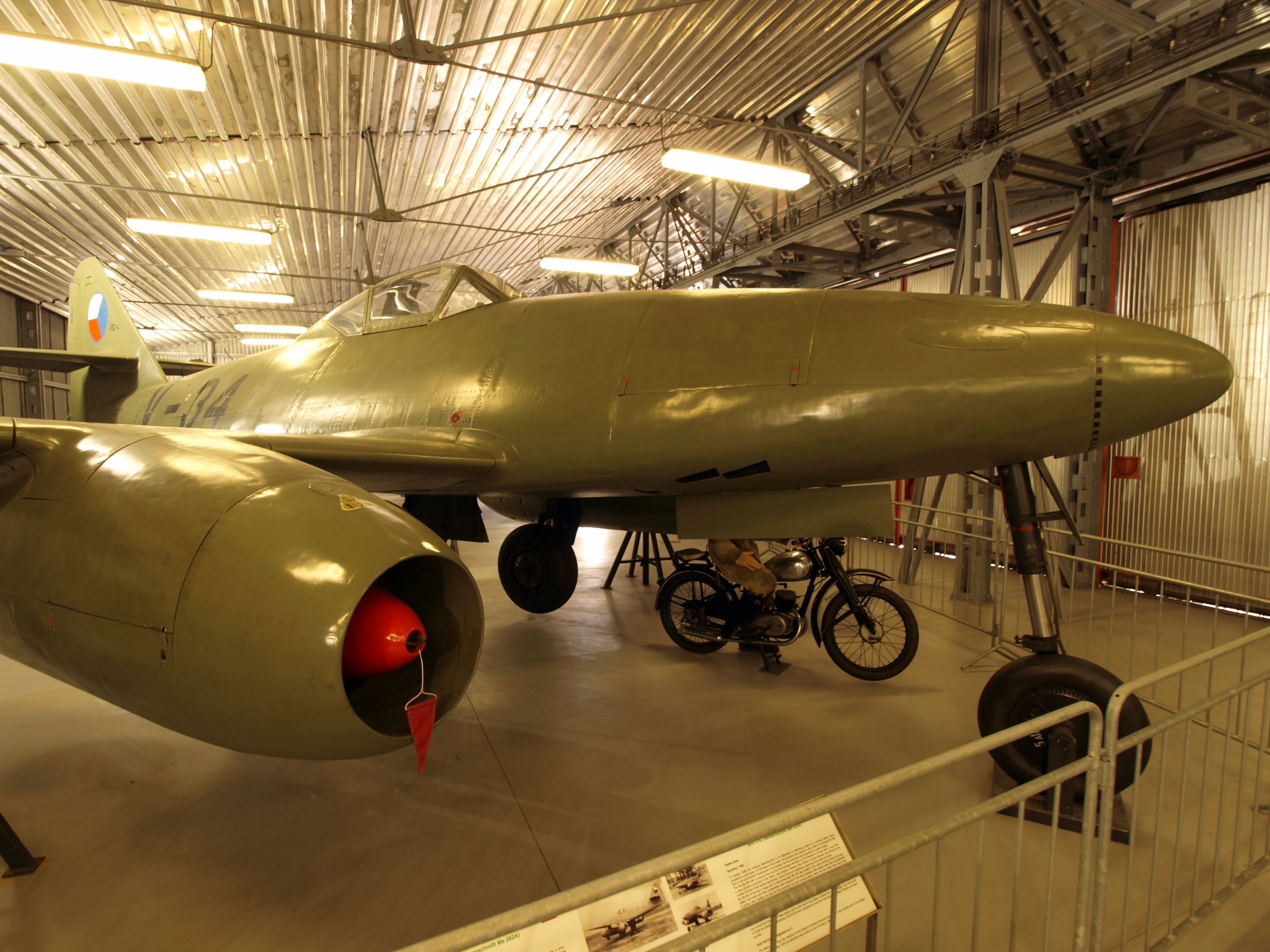
Avia S-92 (Messerschmitt Me 262)

- Aero Ae-02
- Aero A-18
- Aero A-32
- Aero A-102

- Avia BH-3
- Avia BH-6
- Avia BH-7
- Avia BH-21
- Avia BH-33
- Avia B-34
- Avia B-534
- Avia B-35
- Avia B-135
- Avia S-92
- Avia S-199

- Letov Š-3
- Letov Š-4
- Letov Š-14
- Letov Š-231

## Seznam nejrozšířenějších stíhaček

### 1. světová válka
Francie:
- Nieuport 10, 11, 17, 21 ,27
- SPAD S.VII, XII, XIII
- Dewoitine D.27[zdroj⁠?!]
- Hanriot HD.1
- Morane N (M.S.5)

Spojené království:
- Sopwith Pup, Triplane, Camel
- Martinsyde Buzzard

Německo:

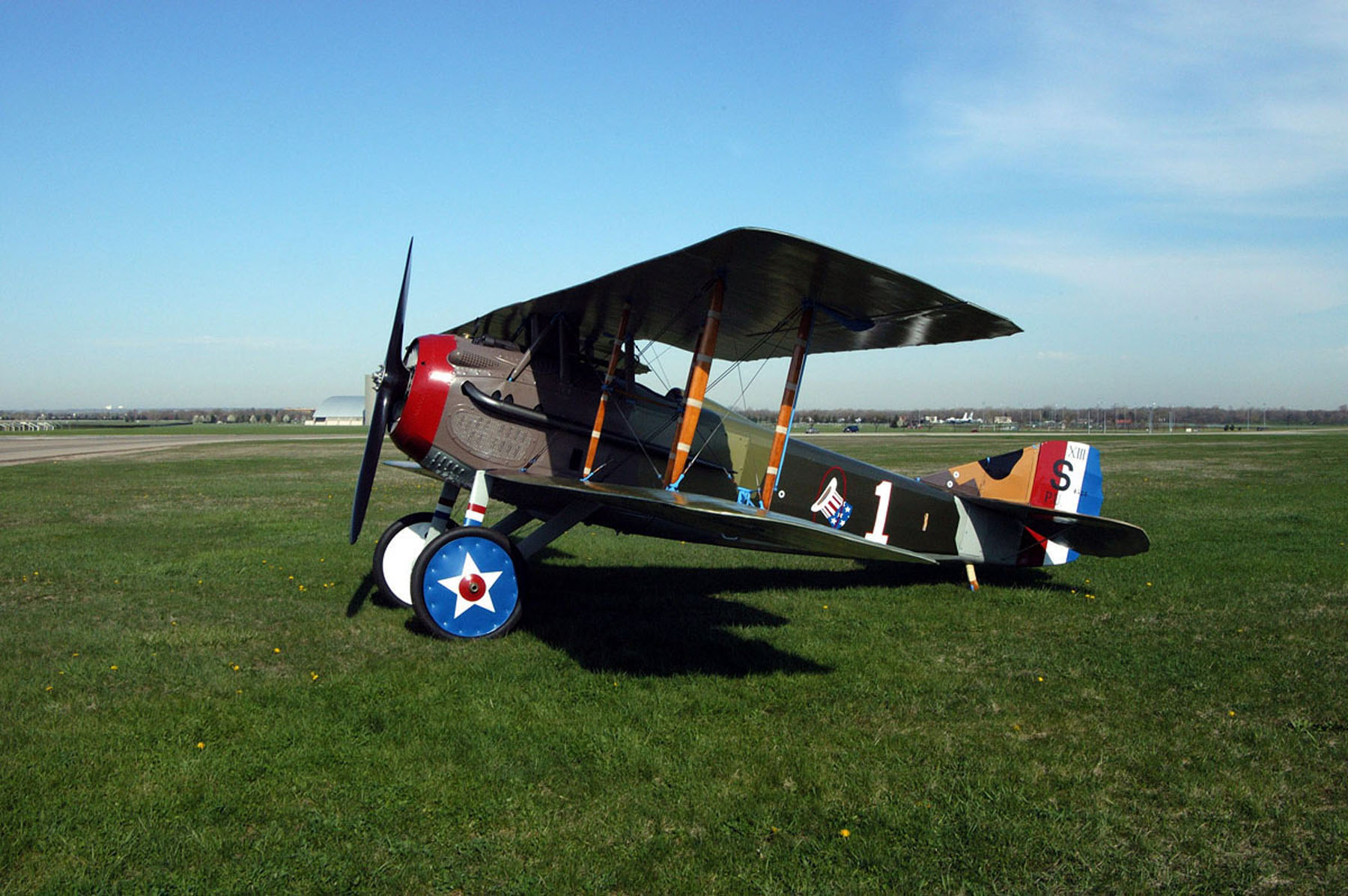
SPAD XIII

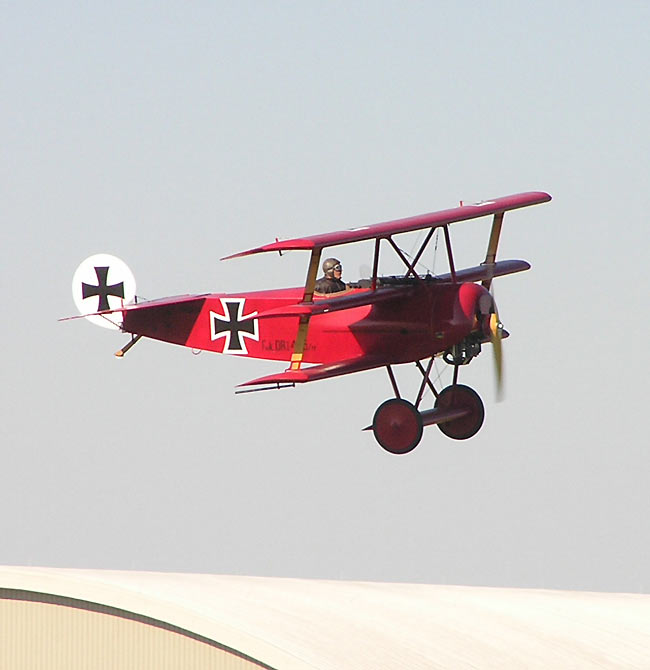
Fokker Dr.I

- Albatros D.I, II, III. V, Albatros W.IV
- Fokker D.VII, III, Dr.I, E.III
- Halberstadt D.II
- Junkers D.I
- Pfalz D.III, XII
- LFG Roland D.VI

### Meziválečné období
Československo:
- Avia BH-21
- Avia B-534

Německo:
- Arado Ar 68
- Heinkel He 112

Nizozemsko:
- Fokker D.XXI
- Fokker G.I

Spojené království:
- Armstrong Whitworth Siskin
- Bristol Bulldog
- Gloster Gladiator
- Hawker Fury

Spojené státy:
- Seversky P-35
- Curtiss P-36 Hawk
- Brewster F2A Buffalo

Francie:
- Dewoitine D.500

Itálie:
- Fiat CR.42

Polsko:
- PZL P.11

Sovětský svaz:
- Polikarpov I-15
- Polikarpov I-16

### 2. světová válka
Spojené státy:
- Republic P-47 Thunderbolt
- Lockheed P-38 Lightning
- Bell P-39 Airacobra
- Curtiss P-40 Warhawk
- North American P-51 Mustang
- Grumman F4F Wildcat
- Grumman F6F Hellcat
- Vought F4U Corsair

Německo:
- Messerschmitt Bf 109
- Messerschmitt Bf 110
- Messerschmitt Me 163
- Messerschmitt Me 262 Schwalbe

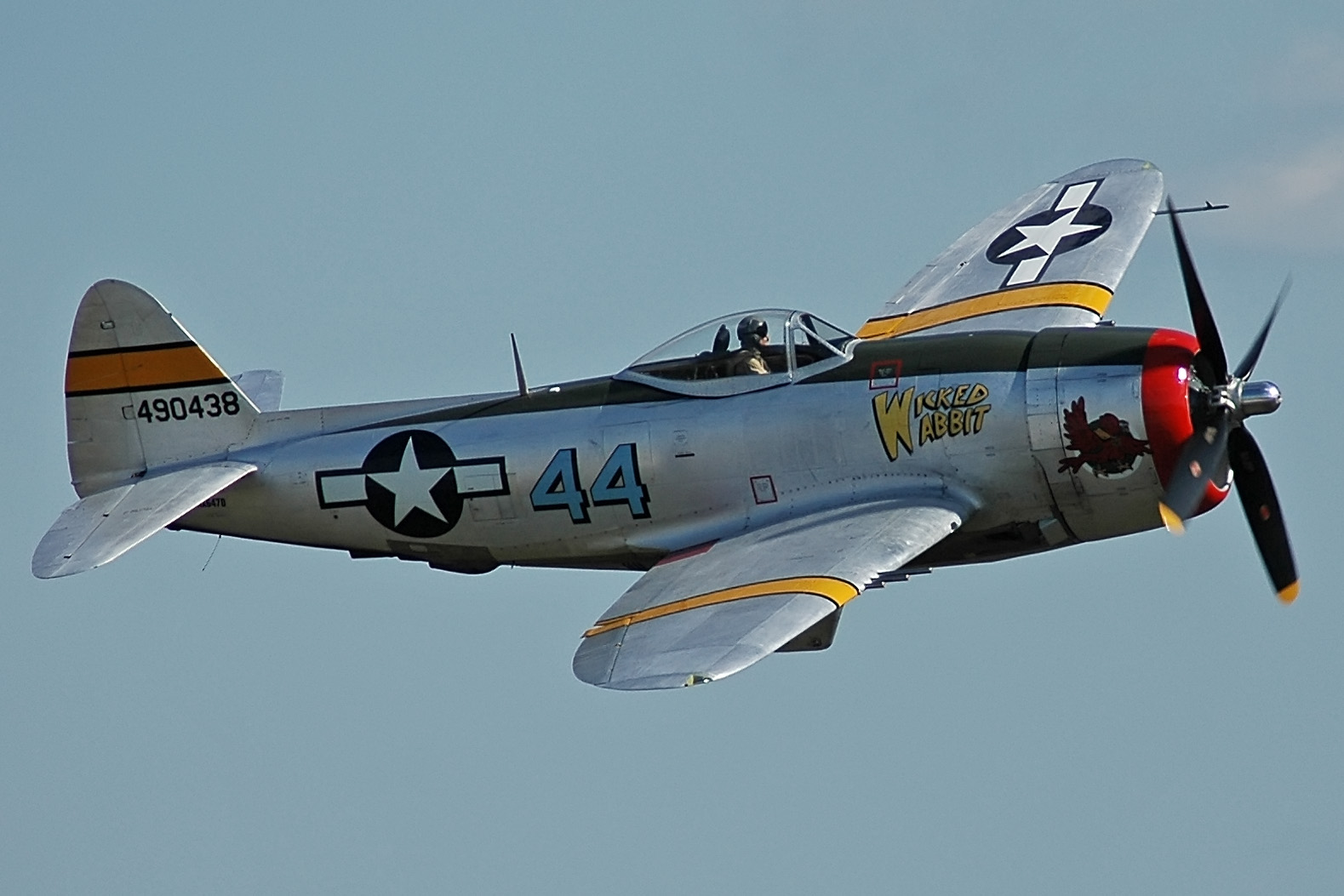
P-47D-40-RA Thunderbolt

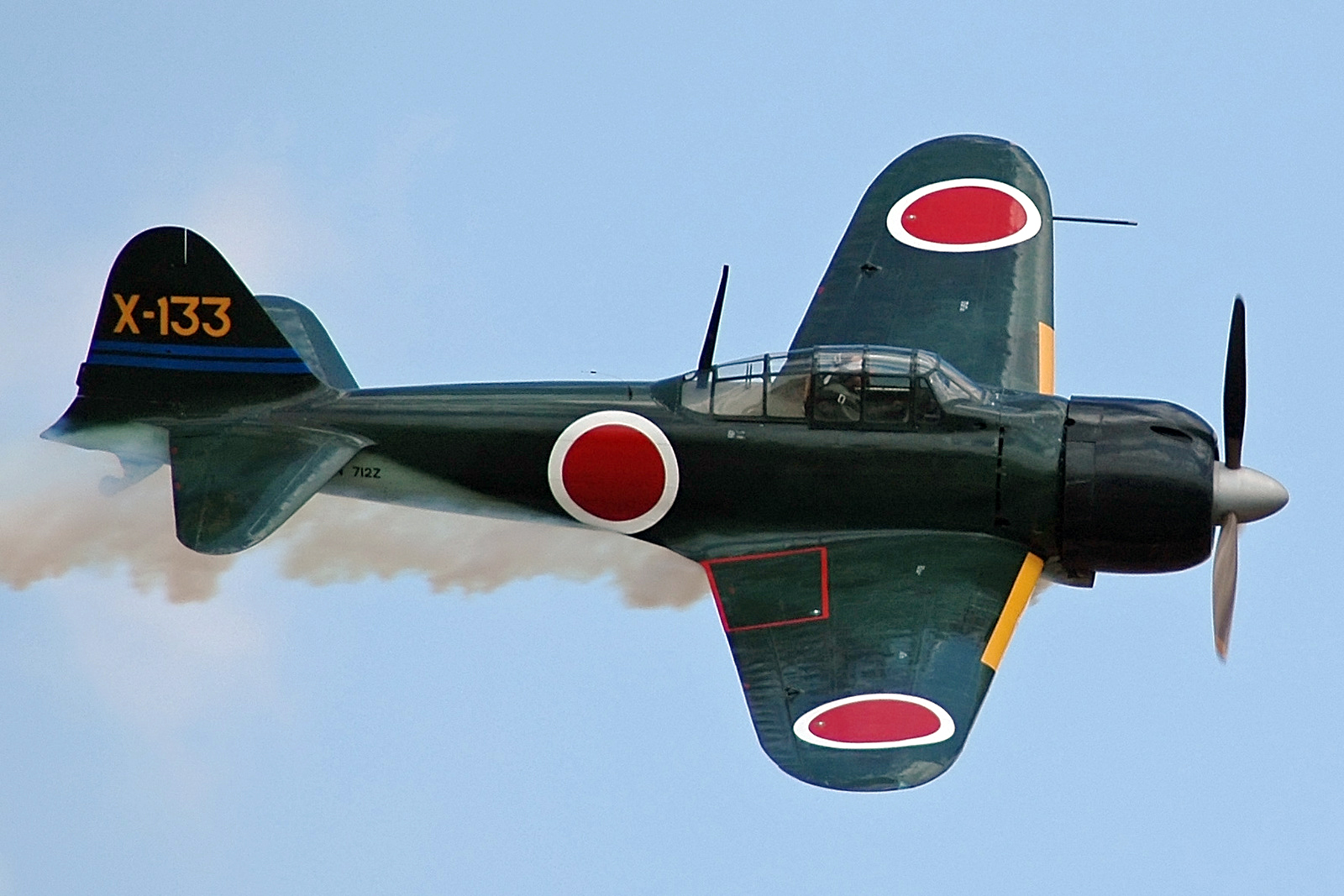
Mitsubishi A6M3 Zero

- Focke-Wulf Fw 190 / Focke-Wulf Ta 152
- Heinkel He 162

Spojené království:
- Bristol Beaufighter
- de Havilland Mosquito
- Hawker Hurricane
- Hawker Typhoon
- Hawker Tempest
- Supermarine Seafire
- Supermarine Spitfire
- Gloster Meteor

Francie:
- Dewoitine D.520

Švýcarsko:
- Doflug D-3802

Itálie:
- Macchi MC.202 Folgore, Macchi MC.205 Veltro

Japonsko:
- Kawasaki Ki-61
- Micubiši A6M
- Nakadžima Ki-43, Nakadžima Ki-84

Sovětský svaz:
- Polikarpov I-153
- MiG-3
- Lavočkin LaGG-3, La-5, La-7
- Jakovlev Jak-1, Jak-3, Jak-7, Jak-9

### Studená válka

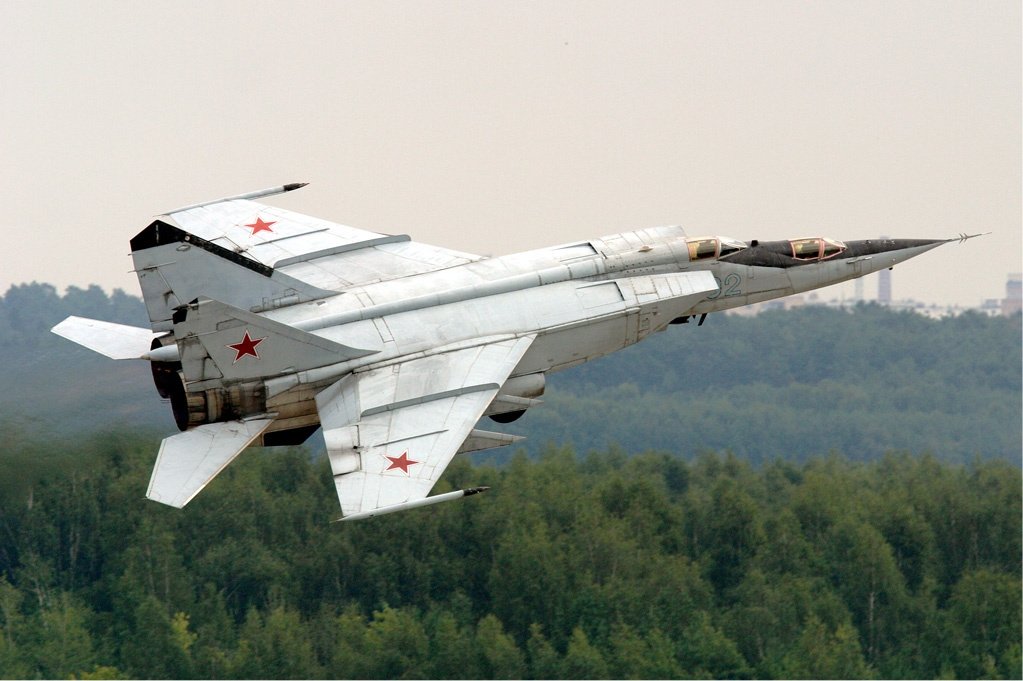
Záchytný stíhací letoun Mikojan-Gurevič MiG-25 Foxbat dosahující rychlosti až M3

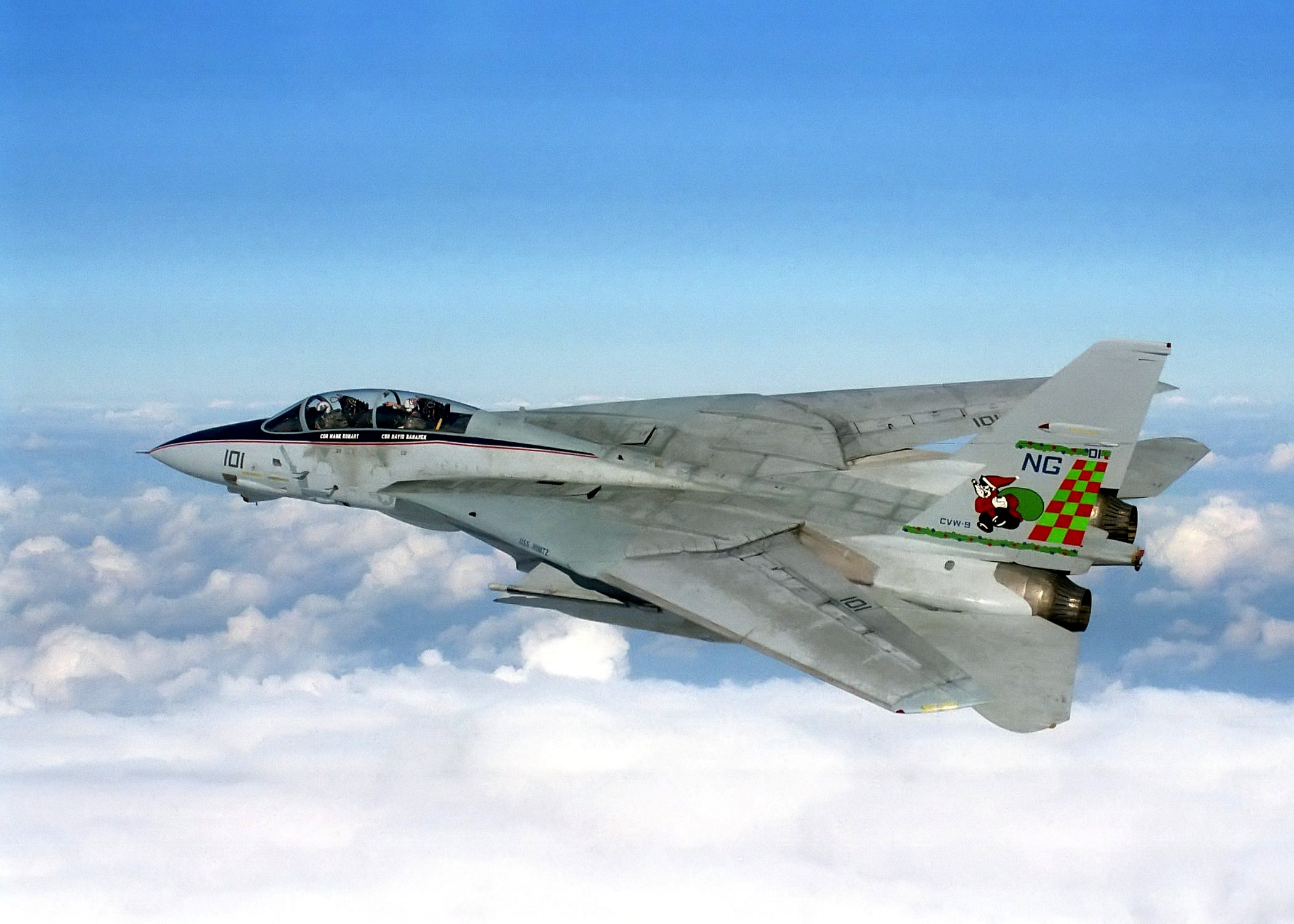
Dvoumístný stíhací letoun Grumman F-14 Tomcat s měnitelnou geometrií křídel

Firmy prošly mnoha fúzemi, názvy udávány pod původními výrobci
Spojené království:
- Gloster Meteor
- Hawker Hunter
- English Electric Lightning
- Tornado ADV – Panavia GmBh

Švédsko:
- Saab 32 Lansen
- Saab 35 Draken
- Saab 37 Viggen
- Saab JAS-39 Gripen

Spojené státy:
- McDonnell F2H Banshee
- Lockheed P-80 Shooting Star
- F-84 Thunderjet
- North American F-86 Sabre
- North American F-100 Super Sabre
- Convair F-102 Delta Dagger
- Lockheed F-104 Starfighter
- Republic F-105 Thunderchief
- Convair F-106 Delta Dart
- McDonnell F-4 Phantom II / F-110
- Northrop F-5 Freedom Fighter
- Vought F-8 Crusader
- Grumman F-14 Tomcat
- McDonnell Douglas F-15 Eagle
- General Dynamics F-16 Fighting Falcon
- Northop/McDonnel Douglas F/A-18 Hornet

Sovětský svaz:
- MiG-15 – OKB MiG
- MiG-17 – OKB MiG
- MiG-19 – OKB MiG
- MiG-21 – OKB MiG
- MiG-23 – OKB MiG
- MiG-25 – OKB MiG
- MiG-27 – OKB MiG
- MiG-29 – OKB MiG
- MiG-31 – OKB MiG
- Suchoj Su-9 – OKB Suchoj
- Suchoj Su-15 – OKB Suchoj
- Suchoj Su-27 – OKB Suchoj
- Suchoj Su-30 – OKB Suchoj
- Suchoj Su-33 – OKB Suchoj
- Suchoj Su-35 – OKB Suchoj

### Stíhačky po roce 1990

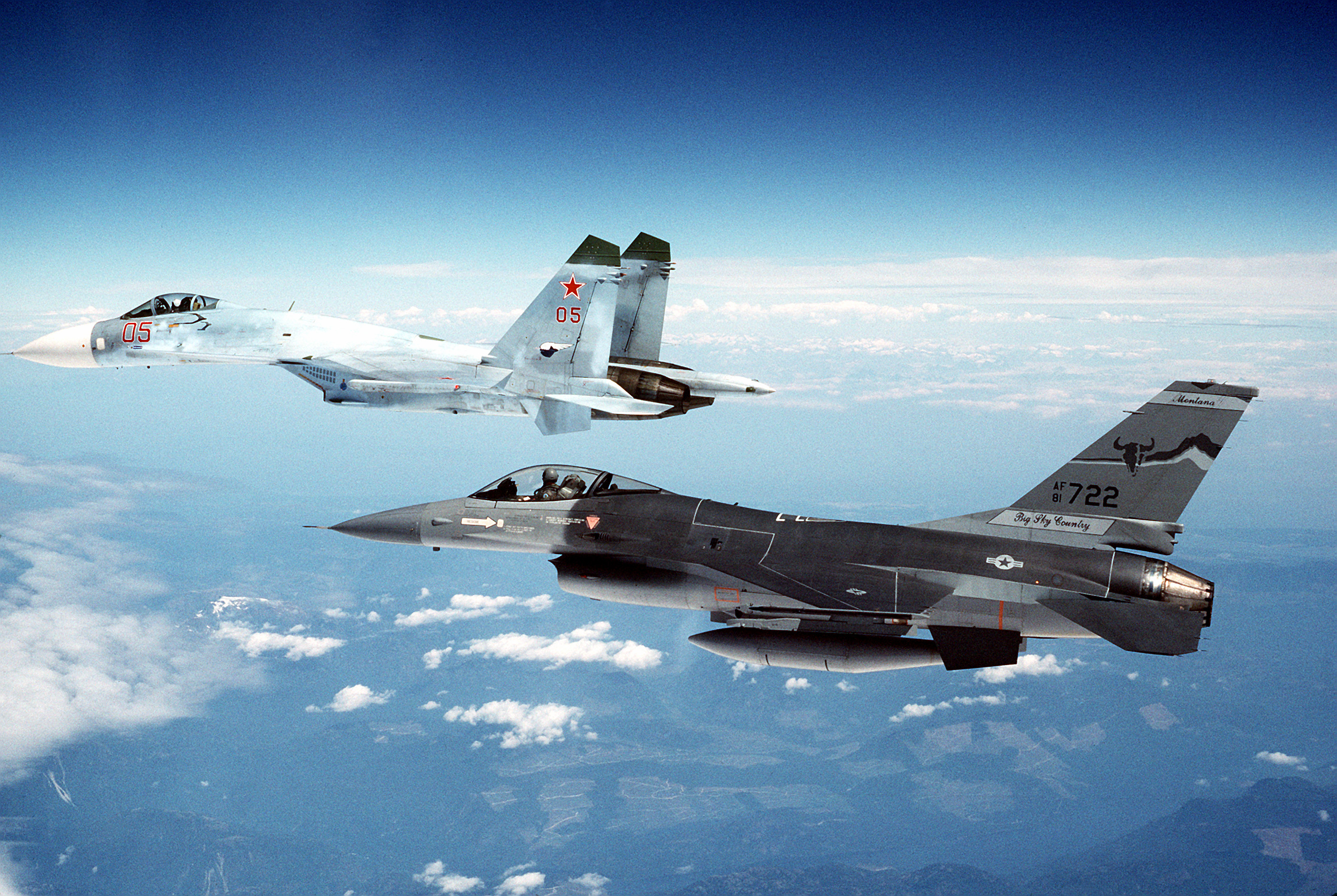
USAF General Dynamics F-16A Block 15G Fighting Falcon doprovází sovětský Su-27 Flanker

Spojené království, Německo, Itálie:
- Eurofighter Typhoon – Eurofighter GmBh

Francie:
- Dassault Rafale – Dassault Aviation

Švédsko:
- Jas-39 Gripen NG – Saab

Spojené státy:
- F-15E Strike Eagle – Boeing
- F-15E Silent Eagle – Boeing
- F/A-18E/F Super Hornet – Boeing
- F-22 Raptor – Boeing/Lockheed Martin
- F-35 Lightning II – Lockheed Martin/BAe

Rusko:
- MiG-35 – OKB MiG
- Suchoj Su-35 – OKB Suchoj
- Suchoj Su-57 – OKB Suchoj

Čína:
- Chengdu J-10 – Chengdu Aircraft Industry Group
- Chengdu J-20 – Chengdu Aircraft Industry Group
- Shenyang J-31 – Shenyang Aircraft Corporation

Indie:
- HAL Tejas – Hindustan Aeronautics Limited (HAL)

Česko
- Aero L-39 Skyfox - Aero Vodochody